# 奧瑟科韋 (盧甘斯克州)
49°44′51″N 38°38′14″E / 49.74750°N 38.63722°E
奧瑟科韋（烏克蘭語：Осикове）是位於烏克蘭東部的村莊，由盧甘斯克州斯瓦托韋區的比洛庫拉基內市鎮負責管轄。該村始建於1887年，面積1.38平方公里，海拔高度158米，2001年人口61，人口密度每平方公里44.2人。